# Poštolka pestrá

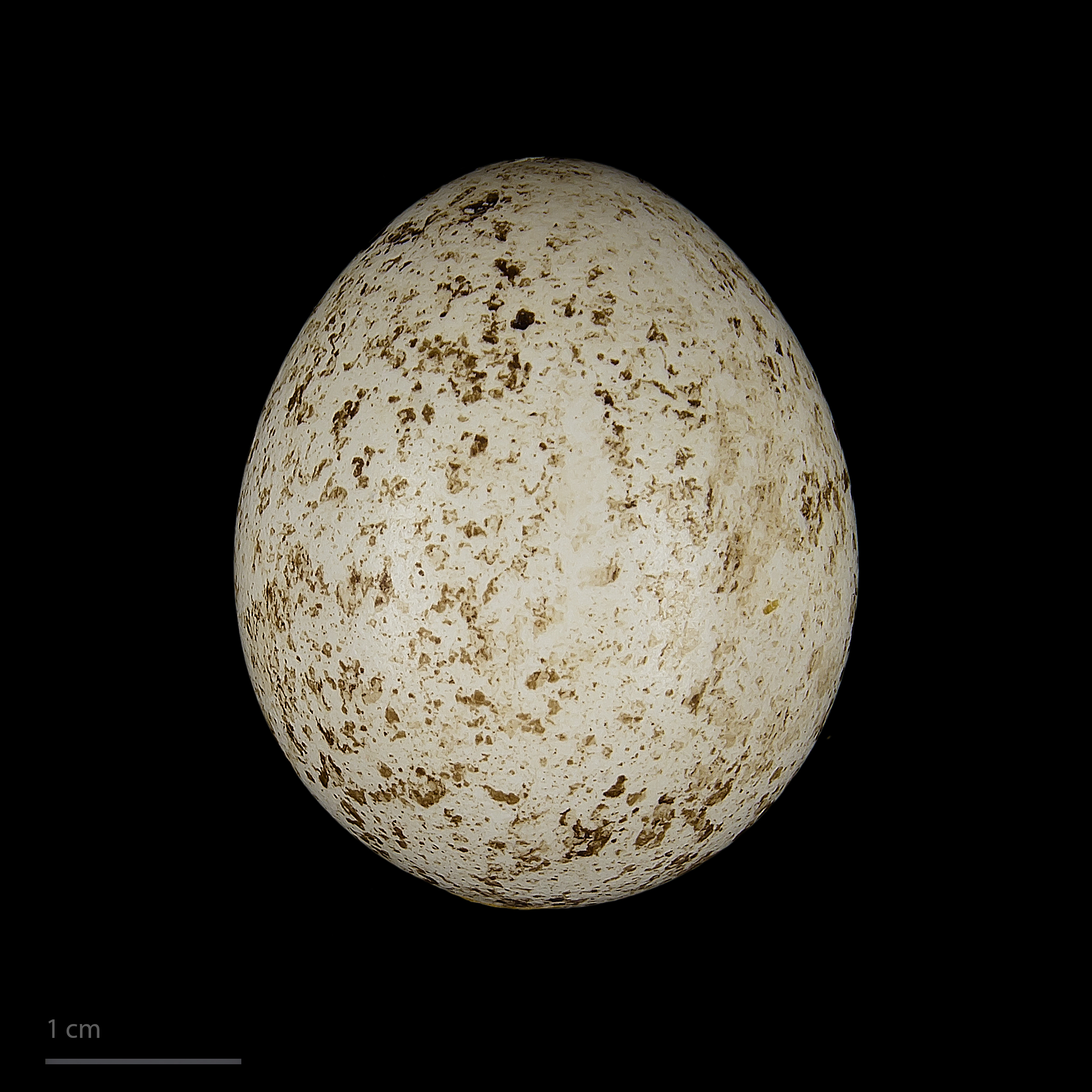
Falco sparverius

Poštolka pestrá (Falco sparverius) je jediným zástupcem poštolek na americkém kontinentu. V Severní Americe je nejběžnějším zástupcem rodu Falco.

## Popis
Svou velikostí 19–21 centimetrů patří za nejmenšího zástupce rodu Falco v Severní Americe. Rozpětí křídel se pohybuje mezi 50–60 centimetrů; samice jsou obvykle větší než samci. Hmotnost samce dosahuje 120 gramů, u samic je to až 166 gramů.
Samci mají šedomodrá křídla s černými tečkami, hřbet je červenohnědý, spodina těla je bílá s černými tečkami. Ocas je červenohnědý, přechází v černý pás a je zakončený bílou nebo červenohnědou špičkou. Samice mají červenohnědý hřbet i křídla s množstvím úzkých černých pásků.

## Chov v zoo
Poštolka pestrá je chována podle databáze Zootierliste přibližně v šesti desítkách evropských zoo (stav únor 2022). Jsou mezi nimi i dvě české zoologické zahrady – Zoo Plzeň (od 2007) a Zoopark Zájezd (od 2018).